# 지방도 제599호선
지방도 제599호선은 충청북도 음성군 소이면 한들사거리와 충주시 소태면 덕은리를 잇는 충청북도의 지방도이다.
본래 종점은 충주시 소태면 덕은리이나 실질적인 종점은 강원도 원주시 부론면 단강리이다.

## 연혁
- 2003년 2월 14일 : 노선 폐지 및 재지정[1]
- 2004년 11월 26일 : 충주시 소태면 덕은리 695m 구간 개통[2]
- 2007년 2월 16일 : 충주첨단산업단지 조성에 의해 도로구역 변경[3]
- 2008년 12월 26일 : 지방도 도로구역 지정[4]
- 2010년 2월 5일 : 충주첨단산업단지 내 도로 5.962km 구간 이설[5]

## 주요 경유지
충청북도
- 음성군
  - 소이면 한들사거리 - 대장리 - 소이역 - 소이면 행정복지센터 - 후미리

- 괴산군
  - 불정면 삼방리 - 삼방삼거리 - 쇠실고개

- 충주시
  - 대소원면 쇠실고개 - 금곡리 - 금곡육교 - 대소리 - 대소원사거리 - 대소원초등학교 - 첨단삼거리 - 첨단교 - 본리 - 충주첨단산업단지 - 완오리
  - 중앙탑면 용전리 - 갈동사거리 - 하구암천3교 - 중원 교차로 - (회전교차로) - (탑평2교 북단) - 조정자댐 - 장천리 - 충주중앙중학교 가금분교(폐교) - 가흥 교차로 - 가흥삼거리 - 가금농공단지 - 장천교 - 목계교
  - 엄정면 목계교 - 목계삼거리
  - 소태면 양촌리 - 월촌삼거리 - 중청리 - 하청교 - 복탄삼거리 - 복탄리 - 인다교 - 덕은리 - 덕은교

강원특별자치도
- 원주시
  - 부론면 덕은교 - (조귀농)

## 중복 구간
- 충주시 대소원면 대소원사거리 ~ 첨단삼거리 : 국도 제3호선, 국도 제36호선, 지방도 제525호선과 중복
- 충주시 중앙탑면 갈동사거리 ~ 중원 교차로 : 국가지원지방도 제82호선과 중복

## 도로명
- 음성군 소이면 한들사거리 ~ 괴산군 불정면 삼방리 : 소이로
- 괴산군 불정면 삼방리 ~ 충주시 대소원면 대소원사거리 : 쇠실로
- 충주시 대소원면 대소원사거리 ~ 첨단삼거리 : 중원대로
- 충주시 대소원면 첨단삼거리 ~ 중앙탑면 갈동사거리 : 첨단산업로
- 충주시 중앙탑면 갈동사거리 ~ 중원 교차로 : 탄금대로
- 충주시 중앙탑면 중원 교차로 ~ (탑평2교 북단) : 반천길
- 충주시 중앙탑면 (탑평2교 북단) ~ 엄정면 목계삼거리 : 첨단산업로
- 충주시 엄정면 목계삼거리 ~ 소태면 월촌삼거리 : 구룡로
- 충주시 소태면 월촌삼거리 ~ 원주시 부론면 (조귀농) : 덕은로